# Ruderclub Alt-Werder Magdeburg
Der Ruderclub Alt-Werder Magdeburg 1887 e. V. (RCAW) ist ein Magdeburger Ruderverein. Er wurde am 1. Juli 1887 als Ruder-Club „Werder“ e. V. Magdeburg gegründet. Seine moderne Bootshausanlage befindet sich am Westufer der Elbe am Elbkilometer 324.

## Anfänge bis 1945
Die ersten Anfänge des alten Ruder-Club „Werder“ reichen in das Jahr 1886 zurück. Einige Mitglieder des Ruder-Club „Germania“, insbesondere Söhne alteingesessener Familien des Magdeburger Stadtteils Werder gründeten damals eine Gemeinschaft, die sie mit dem Namen ihrer engsten Heimat belegten. Erster Vorsitzender war Carl Miller. Weitere Gründungsmitglieder waren unter anderem Albert und Otto Bieberstein, Waldemar Fabel, Hermann Miller und Max Höndorf. Bereits 1889 wurde der Verein Mitglied im Deutschen Ruderverband.
Nach dem Ersten Weltkrieg setzte ein starker Zustrom an Mitgliedern ein, so dass das vorhandene Bootsmaterial kaum ausreichte und die Boote schon lange Zeit vorher belegt werden mussten. Zahlreiche Neuanschaffungen waren nötig. Folgerichtig sollte der Zusammenschluss mit dem damaligen benachbarten Magdeburger Ruderverein Kräfte und Ressourcen bündeln. Am 9. Dezember 1922 erfolgte dann die Verschmelzung beider Vereine unter Beibehaltung des Namens R. C. Werder. Diese Fusion stand unter keinem guten Stern. Bereits Ende 1924 verließen etwa 95 Prozent der Mitglieder des alten Ruder-Club „Werder“ den Verein und gründeten eine neue Vereinigung. Die Gründungssitzung der „Rudervereinigung Alt-Werder“ fand am 14. Januar 1925 statt. Der neue Verein zählte bereits über 100 Mitglieder, hatte aber weder Boote noch Bootshaus.
Aus einem alten Schuppen am Zollhafen heraus, begann der ambitionierte Verein mit dem Training. Trotz Provisorium wurden 1928 die Skuller Herbert Buhtz und Gerhard von Düsterlho entdeckt, die 1929 und 1930 in Berlin Deutsche Meister im Doppelzweier wurden. Diese Titel waren die ersten Deutsche-Meister-Titel für einen Magdeburger Ruderverein. Am 21. Juni 1931 wurde im Stadtteil Buckau am noch heute bestehenden Standort Bootshaus und Clubheim eingeweiht.
Im Zuge der „Gleichschaltung“ wurde 1933 der deutsche Sport „neu geordnet“. Die Jugend von „Alt-Werder“ ordnete sich in sogenannte Wehrformationen, vornehmlich der Marine-SA, ein. Mit Beginn des Zweiten Weltkrieges kam der Rudersport mehr und mehr zum Erliegen.

## 1945 bis 1990
1945 wurden durch die Direktive 23 der Alliierten Kontrollbehörde „Sportorganisationen und solche Organisationen, die der militärischen bzw. vor-militärischen Körperertüchtigung dienen (Klubs, Vereine, Anstalten und andere Organisationen) und die in Deutschland vor der Kapitulation bestanden“, verboten. Sie waren bis zum 1. Januar 1946 aufzulösen. 
Das Bootshaus von „Alt-Werder“ blieb neben dem „Schweizer Haus“ des M.R.C. als einziges ohne nennenswerte Kriegsschäden. Die Gründung einer FDJ-Rudergruppe machte es möglich, wieder Rudersport in Buckau zu betreiben. Die ehemalige Ruder-Vereinigung „Alt-Werder“ wurde Sektion Rudern in der Betriebssportgemeinschaft (BSG) Motor Magdeburg (später Motor Magdeburg Südost) und setzte schnell ihre Rennsporttradition fort. 
Ende der 1950er Jahre wurde durch politischen Beschluss das Rudern zum neuen Leben erweckt. Neu zu gründende Sportclubs sollten der DDR zu sportlichem Ruhm verhelfen. 1959 delegierte die damalige BSG Motor Magdeburg Südost (MSO) ihre erfolgreichsten Ruderer zum damaligen Sportclub Aufbau Magdeburg. Wieder wurde eine kontinuierliche Entwicklung durch äußere Einflüsse unterbrochen.
In den 1970er Jahren entwickelte sich MSO zum Nachwuchsleistungszentrum und wurde als „Bezirkstrainingszentrum (BTZ)“ zur Talenteschmiede des SC Magdeburg.

## 1990 bis heute
Mit der politischen Wende 1990 war absehbar, dass der Sport in der ehemaligen DDR sich erneut völlig neu aufstellen musste. Die Mitglieder der Sektion Rudern gründeten die alte Rudervereinigung Alt-Werder neu und passten die Strukturen an das Vereinsrecht an. Der Verein wurde wieder Mitglied im Deutschen Ruderverband. 2007 wurde der Verein in „Ruderclub Alt-Werder Magdeburg“ umbenannt. Am Jahresanfang 2009 wurde ein neues Bootshaus in Betrieb genommen und das alte Haus umfassend saniert.

## Deutsche Meister

### Doppelzweier
- 1929 Herbert Buhtz und Gerhard von Düsterlho
- 1930 Herbert Buhtz und Gerhard von Düsterlho

### Leichtgewichts Achter
- 1957 Jürgen Coldewey, Lothar Ewert, Peter Culemann, Ulrich Kleinau